# Audi Q3
Audi Q3 je SUV njemačke marke Audi i proizvodi se od 2011. godine.